# Музей Берлинской стены

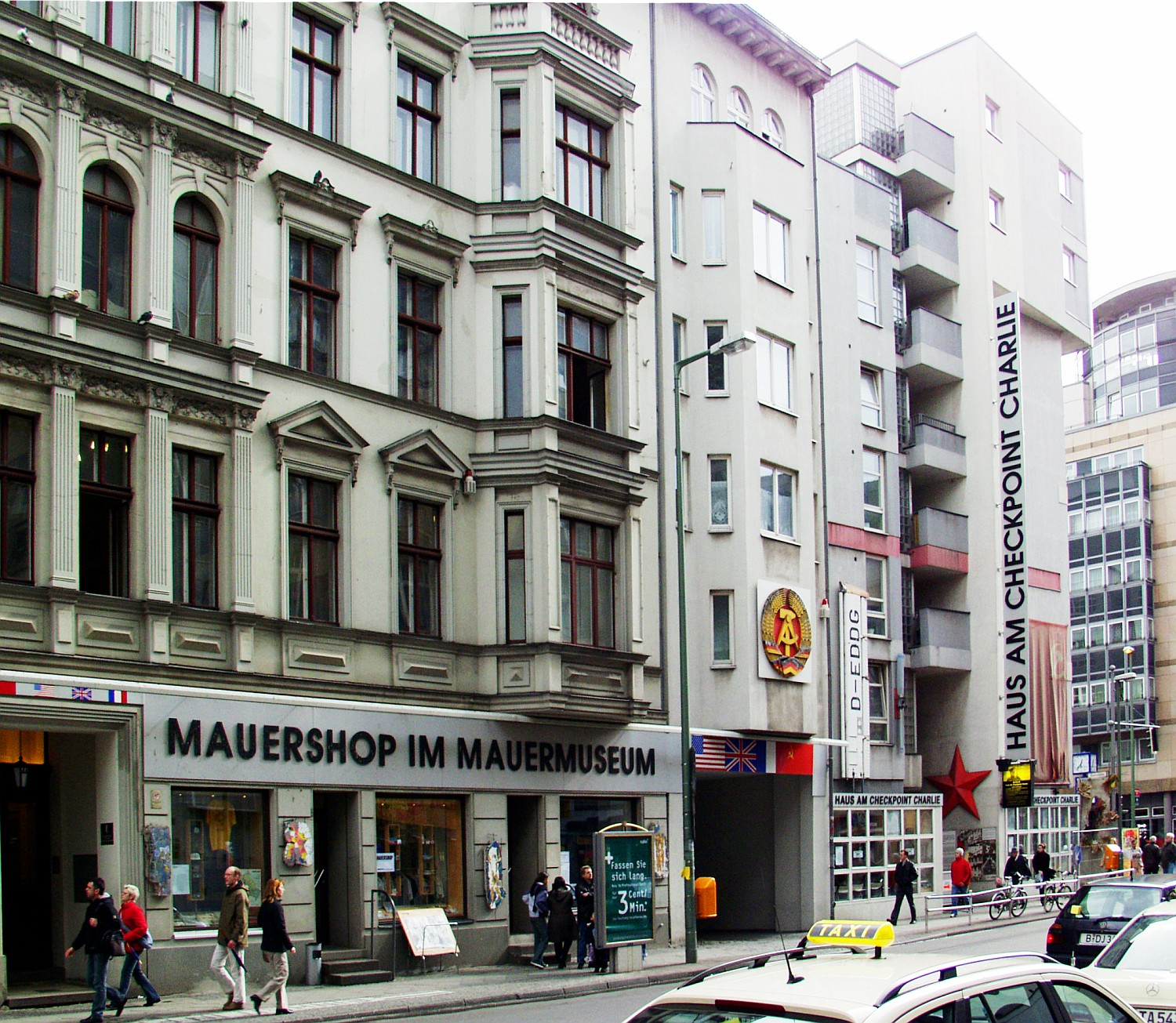
2004

Музей Берлинской стены — дом-музей у Чекпойнт Чарли (нем. Mauermuseum – Museum Haus am Checkpoint Charlie) — музей в Берлине, посвящённый истории Берлинской стены. В постоянных экспозициях прослеживается история «пограничного вала» между Восточным и Западным Берлином — от его возведения 13 августа 1961 года до падения 9 ноября 1989 года.

## История
Музей был основан 14 июня 1963 года историком Райнером Хильдебрандтом и находился в непосредственной близости от Берлинской стены. Основу экспозиции музея составила выставка, работавшая в двухкомнатной квартире на Бернауэр-штрассе с 19 октября 1962 года. На основе документальных материалов экспозиция повествует об удачно завершившихся попытках бегства на Запад и демонстрирует используемые для этого средства: монгольфьеры, автомобили, кресельные подъёмники, футляр от контрабаса и маленькую подводную лодку. Одним из экспонатов является посмертная маска А. Д. Сахарова, переданная музею его женой Е. Г. Боннэр.
Музей находится под управлением основанной в 1963 году Рабочей группы 13 августа. В настоящее время музеем руководит вдова его основателя Александра Хильдебрандт. Музей располагается в Доме у Чекпойнт Чарли на Фридрихштрассе. В 2007 году Музей Берлинской стены посетило около 850 тыс. человек.
22 декабря 2013 года в музее состоялась первая пресс-конференция Михаила Ходорковского после его освобождения из колонии 20 декабря 2013 года. Пресс-конференцию вела Александра Хильдебрандт.